# Powódź

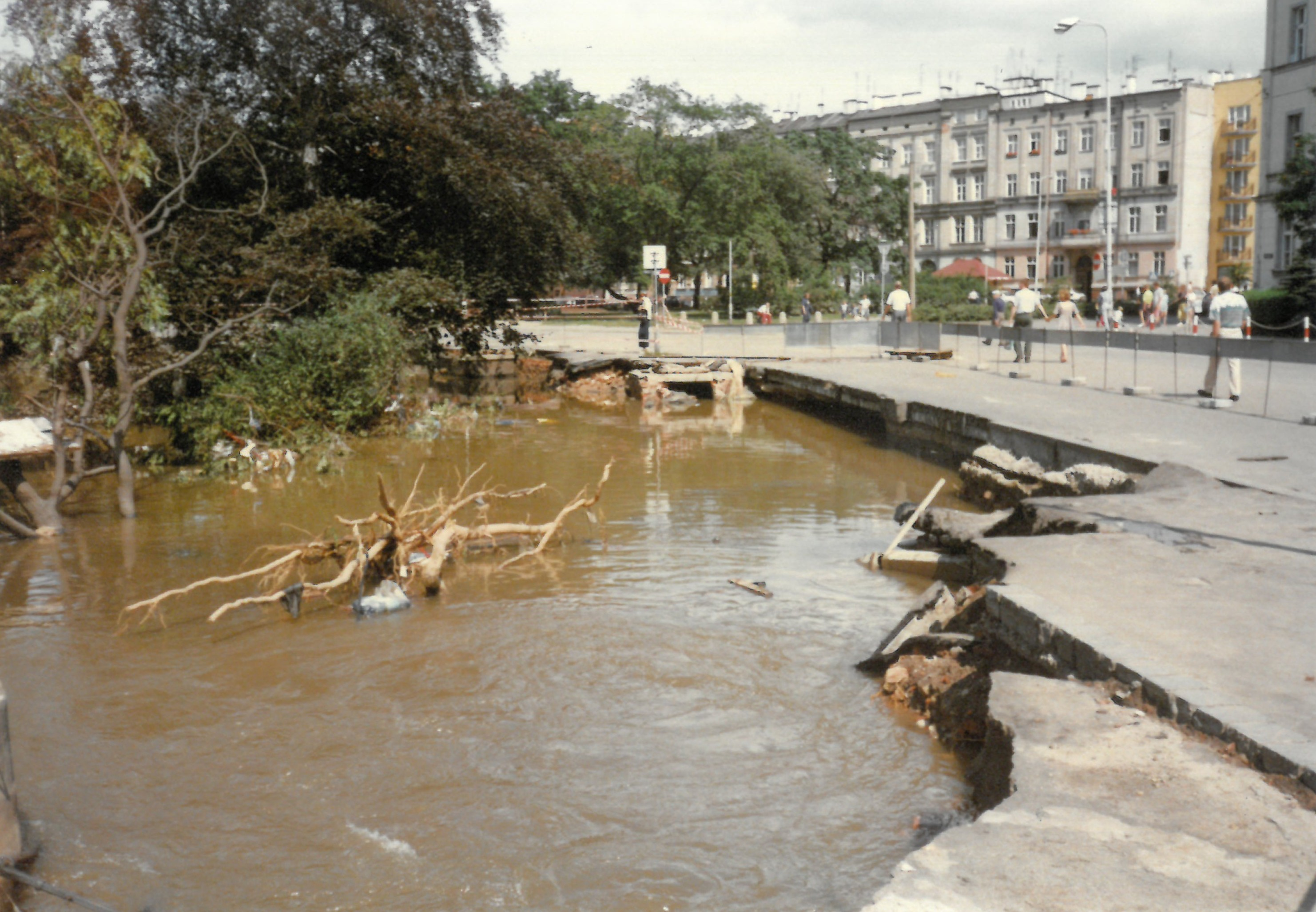
Powódź we Wrocławiu w 1997 r.

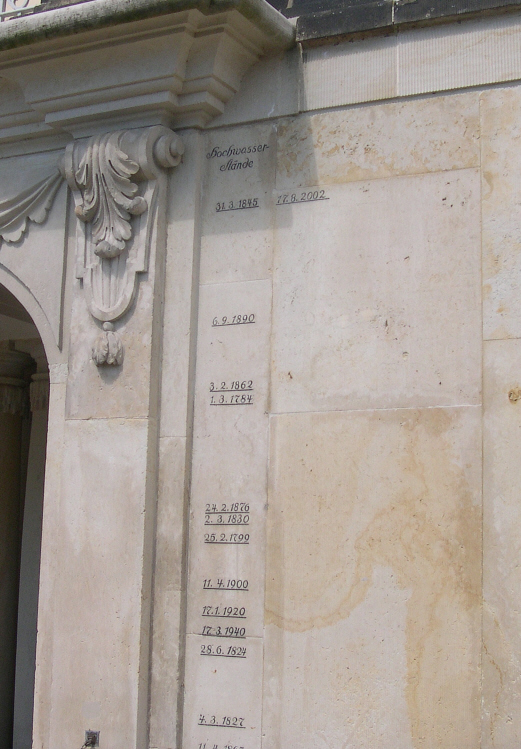
Oznaczenia wysokości wezbranej wody na Łabie – ściana pałacu Pillnitz w Dreźnie

Powódź – przejściowe zjawisko hydrologiczne polegające na wezbraniu wód rzecznych lub morskich w ciekach, zbiornikach lub na morzu powodujące po przekroczeniu przez wodę stanu brzegowego zatopienie znacznych obszarów lądu – dolin rzecznych, terenów nadbrzeżnych lub depresyjnych, doprowadzające do wymiernych strat społecznych i materialnych. Jest jedną z najbardziej groźnych i niszczycielskich w skutkach klęsk żywiołowych. Walka z nią jest stale aktualnym problemem ogólnoświatowym. Poważny wpływ na występowanie powodzi mają istniejący układ rzek oraz występująca w poszczególnych okresach roku sytuacja hydrologiczno-meteorologiczna.

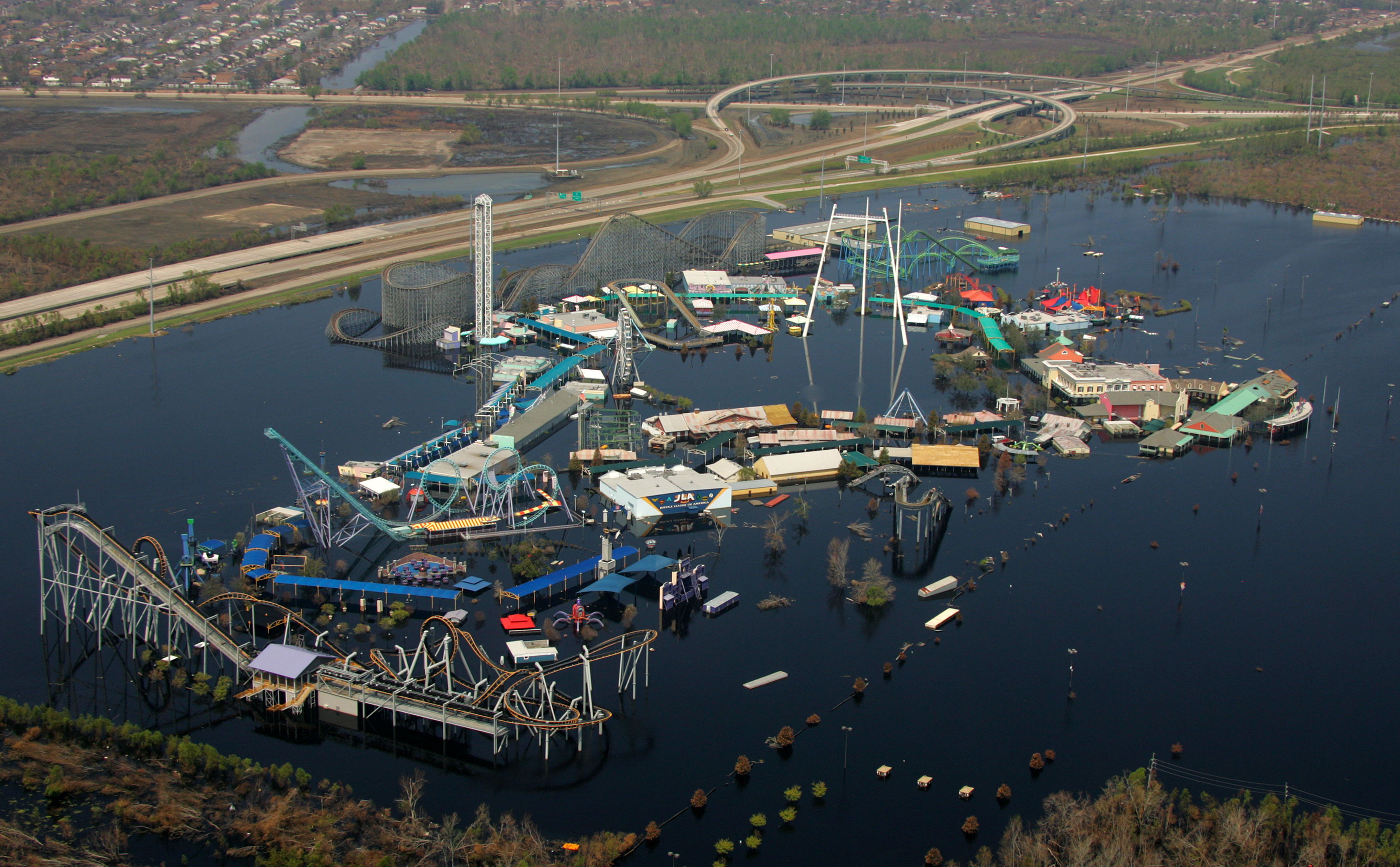
14 września 2005, dwa tygodnie po przejściu huraganu Katrina, który spowodował awarię wałów przeciwpowodziowych w Nowym Orleanie

Według art. 16 pkt 43 ustawy z dnia 20 lipca 2017 r. – Prawo wodne – powódź to czasowe pokrycie przez wodę terenu, który w normalnych warunkach nie jest pokryty wodą, w szczególności wywołane przez wezbranie wody w ciekach naturalnych, zbiornikach wodnych, kanałach oraz od strony morza, z wyłączeniem pokrycia przez wodę terenu wywołanego przez wezbranie wody w systemach kanalizacyjnych.

## Rodzaje powodzi i ich klasyfikacja
Powodzie w Polsce ze względu na proces powstawania, wezbrania można podzielić na typy:
- opadowe – których przyczyną są opady: 
  - ulewne lub nawalne, czyli o dużym natężeniu,
  - rozlewne, czyli długotrwałe, na dużym obszarze zlewnym.
- roztopowe – których przyczyną jest gwałtowne topnienie śniegu,
- zimowe – których przyczyną jest nasilenie niektórych zjawisk lodowych,
- sztormowe – których przyczyną są silne wiatry, sztormy występujące na zalewach i wybrzeżach.

Przyczyny wystąpienia powodzi mogą więc być różne: intensywne opady deszczu, roztopy wiosenne, zatamowanie biegu rzeki przez zatory lodowe czy osuwiska, uszkodzenie obiektów hydrotechnicznych (np. przerwanie tamy), cofka, tsunami i in. Paradoksalnie, na terenach suchych częstym i bardzo groźnym zjawiskiem jest tzw. powódź błyskawiczna. Na terenach zurbanizowanych zagrożeniem jest powódź miejska.
Wielkość powodzi określa się w 3-stopniowej skali:
- zwyczajne,
- wielkie,
- katastrofalne.

Zasięg powodzi określa się również w 3-stopniowej skali:
- małe – o zasięgu lokalnym,
- średnie – o zasięgu regionalnym, nie mają wpływu na funkcjonowanie państwa,
- duże – o zasięgu krajowym, mają charakter klęski żywiołowej, zakłócają normalne funkcjonowanie państwa lub jego dużej części, istnieje wtedy konieczność pomocy międzynarodowej.

Powodzie można również podzielić na naturalne i antropogeniczne (awarie lub niewłaściwe gospodarowanie urządzeniami hydrotechnicznymi).

## Historyczne powodzie w Polsce

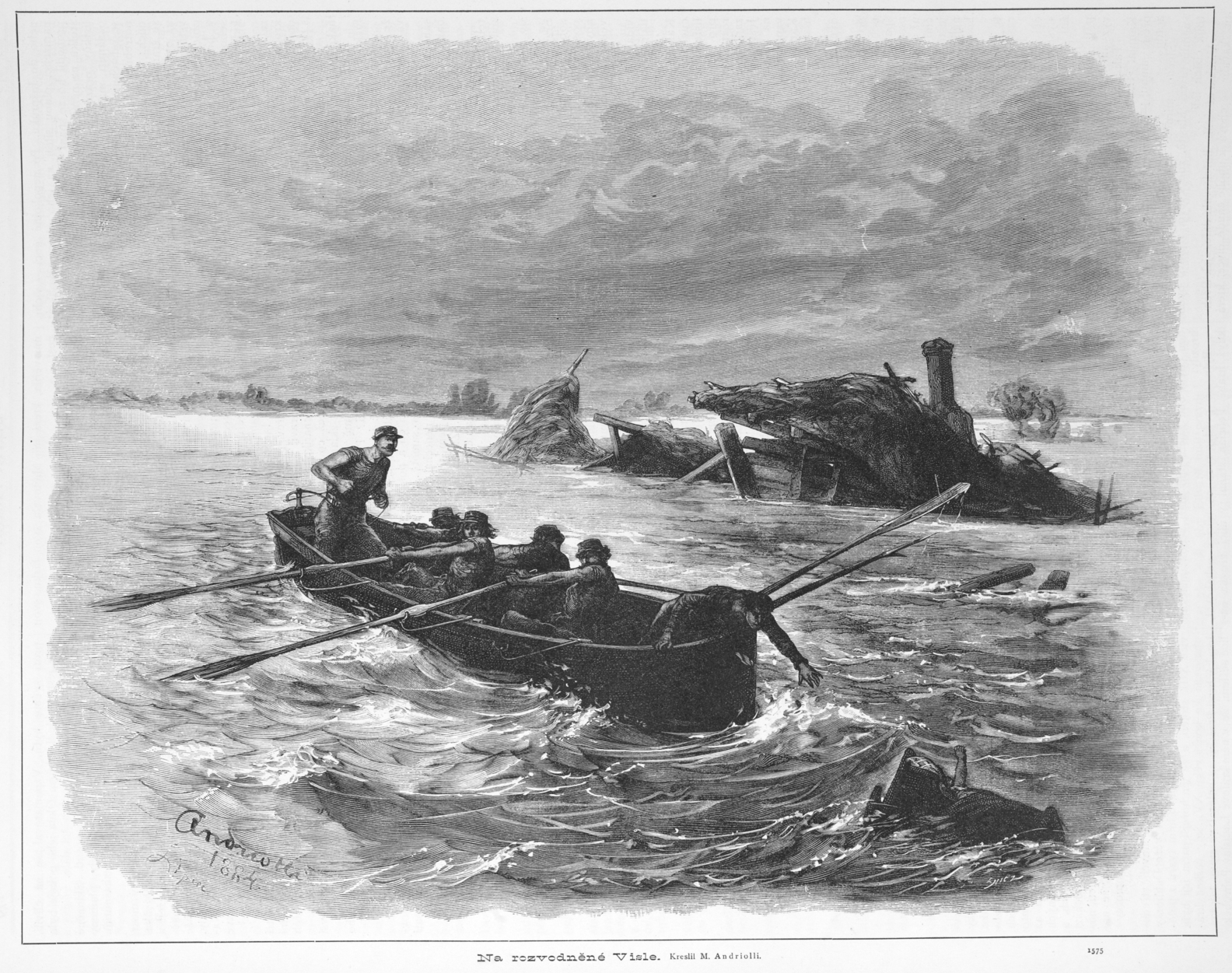
Powódź na Wiśle z 1813 przedstawiona na rycinie Michała Andriollego z roku 1886 pt. „Wisła”.

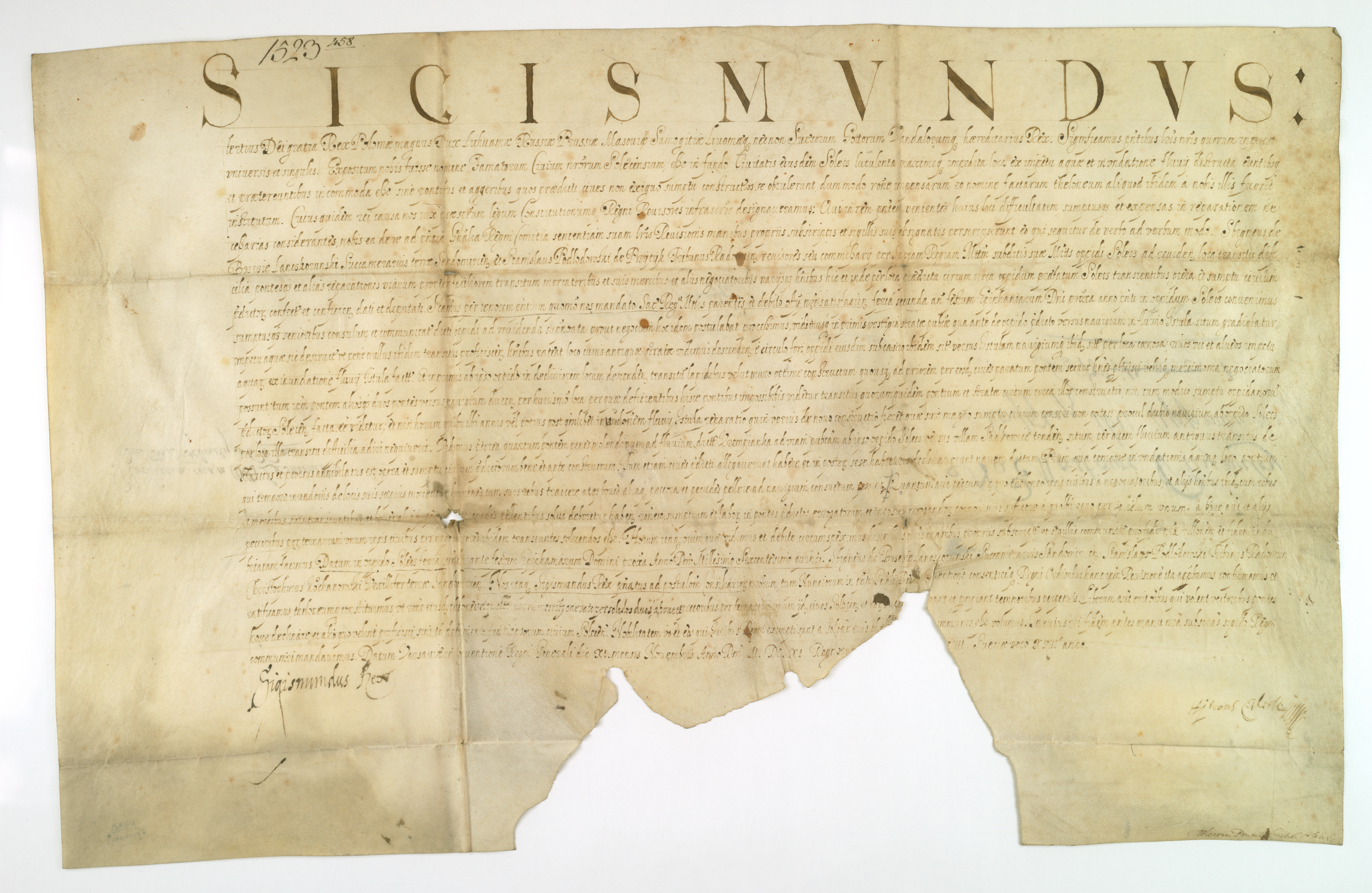
Zygmunt III Waza, król polski, zatwierdza orzeczenie rewizorów wysłanych do miasta Solca dla ustalenia szkód wyrządzonych przez powódź i nadaje miastu mostowe.

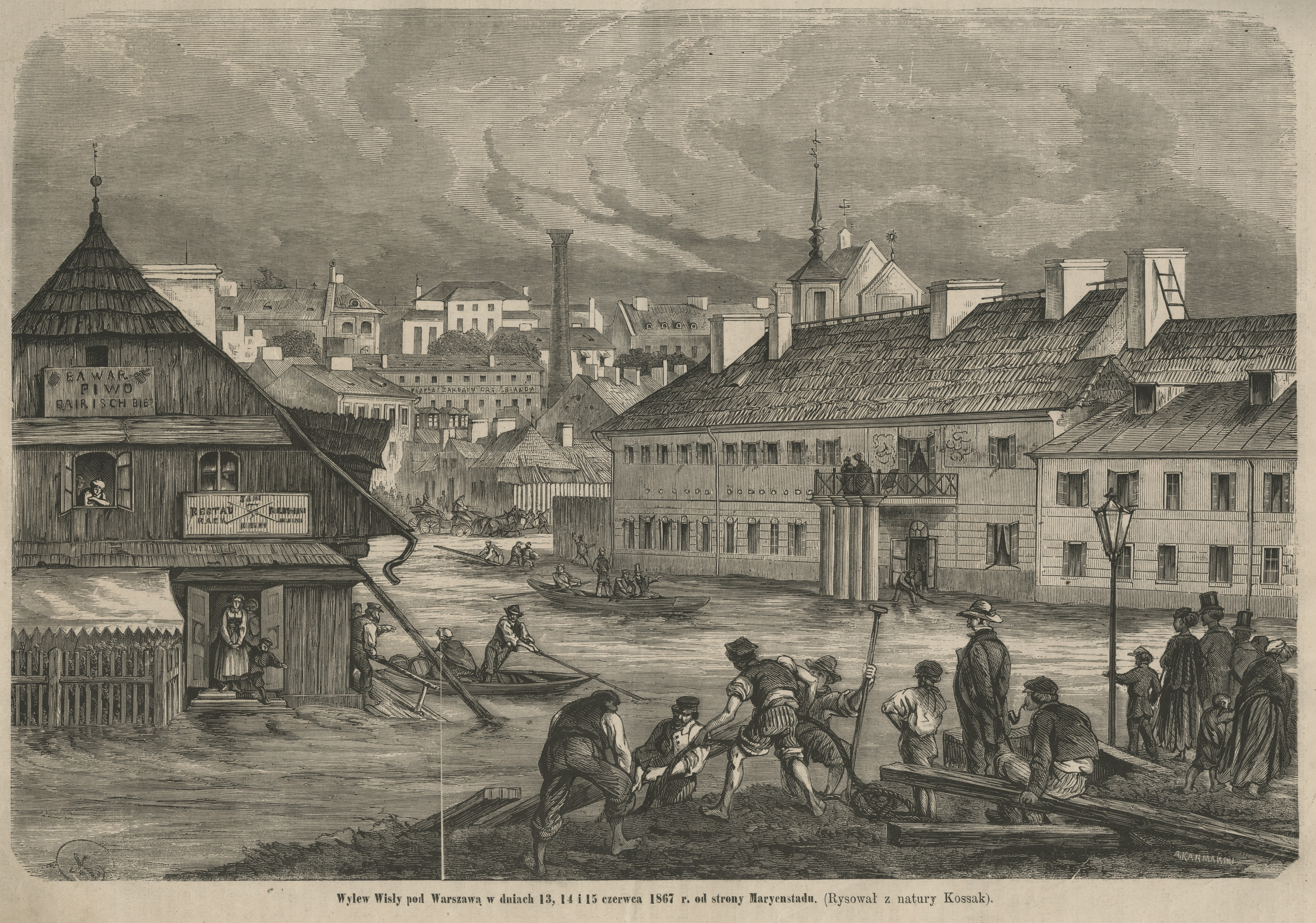
Powódź w Warszawie w 1867

- 2024 rok – wrzesień (zobacz: Powódź w Europie Środkowej (2024)).
- 2020 rok – dwa wielkie wezbrania na Odrze czerwiec i październik
- 2018 rok – lipiec, południowa część Polski.
- 2013 rok – lipiec, Leśna i Miłoszów.
- 2010 rok – sierpień, Bogatynia, Leśna i Miłoszów.
- 2010 rok – maj/czerwiec (zobacz: Powódź w Europie Środkowej (2010)).
- 2009 rok – czerwiec, południowe powiaty województw podkarpackiego, małopolskiego, śląskiego, opolskiego oraz dolnośląskiego.
- 2008 rok – lipiec, południowe powiaty województw podkarpackiego i małopolskiego.
- 2006 rok – powódź roztopowa
- 2001 rok – lipiec/sierpień – dorzecze Wisły w południowej Polsce (zobacz: Powódź w Polsce (2001)).
- 1998 rok – powódź na Bystrzycy Dusznickiej; która dotknęła Duszniki-Zdrój, Szczytną, Polanicę, gminę Kłodzko.
- 1997 rok – tzw. powódź tysiąclecia.
- 1996 rok – 1 poł. września dorzecze Olzy.
- 1985 rok – sierpień wylew Odry
- 1982 rok – powódź roztopowa.
- 1980 rok – podczas lata.
- 1979 rok – marzec/kwiecień.
- 1977 rok – początek sierpnia – powódź opadowa na Dolnym Śląsku głównie w zlewni Kaczawy, Kwisy i Bobru – zalane zostało centrum Legnicy, ucierpiały też liczne mniejsze miejscowości.
- 1970 rok – dwa wielkie wezbrania – pierwsze roztopowe na północy kraju, drugie opadowe w lipcu.
- 1962 rok – wezbranie opadowe w czerwcu objęło znaczny obszar kraju – od Nysy Łużyckiej, przez Wyżynę Małopolską, dopływy środkowej i dolnej Wisły, lokalnie wystąpiło też na dopływach Narwi.
- 1960 rok – wylały Odra i Wisła.
- 1958 rok – czerwiec/lipiec.
- 1947 rok – powódź zerwała most w Tczewie, zalała Żuławy i przedmieścia Gdańska; w rejonie Warszawy przerwane zostały wały między Zakroczymiem a Czerwińskiem.
- 1934 rok – lipiec, dorzecze Wisły, woda zalała 1260 km², zginęło 55 osób, także zostało zniszczonych 22 059 budynków, 167 km dróg, zerwanych 78 mostów, zostały też przerwane wały (zobacz: powódź w Polsce (1934)).
- 1924 rok – powódź roztopowa.
- 1903 rok – lipiec, dorzecze Odry, górna Wisła.
- 1888 rok – marzec/kwiecień – objęła prawie cały obszar północnej części kraju (Bug, Narew, dolna Warta, Pomorze).
- 1829 rok – kwiecień, Gdańsk – pod wodą znalazło się 75% powierzchni miasta[3] (zobacz: powódź w Gdańsku (1829)).
- 1813 rok – sierpień, górna Wisła i Dunajec oraz środkowa i dolna Wisła. Wezbranie to miało największy zasięg terytorialny z notowanych do owego czasu i objęło także górną i środkową Odrę oraz tereny Niemiec, Czech i Węgier.
- 1493 rok.
- 1471 rok – katastrofalna powódź pod Krakowem.
- 1468 rok – wylew Odry.
- 1459 rok – wylew Odry.
- 1456 rok – wylew Odry.
- 1451 rok – długotrwała powódź.
- 1310 rok – „...Drugiego dnia w Kłodzku zatopiło całe przedmieście, tak, że tam utonęło przeszło dwa tysiące ludzi”.
- 1270 rok – wspomniana przez Jana Długosza: „Wisła, rzeka do takiej wzrosła wysokości, że całą przestrzeń między Górą Lasotą a kościołem Św. Stanisława na Skałce zalała, a rwistym prądem bardzo wiele ludzi i domów, bydła, trzody, koni i drobnego dobytku porwała [...]”.
- 1253 rok – powódź opadowa.
- 1235 rok – powódź roztopowa.
- 1221 rok – powódź opadowa, wspomniana przez Jana Długosza: "„(...) od świąt Wielkanocnych, aż do jesieni padające deszcze i słoty, sprawiły takie wylewy rzek, że od nadzwyczajnego wód wezbrania lękano się w kraju prawdziwego prawie potopu (...)" (ks. V s. 201)[4].
- 1118 rok – wiosna i lato, wspomniane przez Jana Długosza: „Te ciągłe ulewy i powodzie nie tylko w Polsce, ale i w okolicznych krajach wielkie poczyniły szkody, zatopiwszy całą niemal Ziemię, a stąd przeszkodziwszy zasiewom i zbiorom [...]. Wkrótce potem takie spadły ulewy i nawałnice, a z rzek tak gwałtownie powstały wylewy wód, że niektórzy lękać się zaczęli powtórnego potopu”.
- 988 rok – pierwsza wzmianka, przekazana przez Jana Długosza: „Zdarzały się tego czasu liczne i długotrwałe wylewy, po których nastąpiło lato skwarne i dla wielu płodów przyrodzonych szkodliwe”.

Źródło:
Jana Długosza, Roczniki czyli kroniki sławnego Królestwa Polskiego, tomy od 1 do 12
R. Girguś i W. Strupczewski, 1965, Wyjątki ze źródeł historycznych o nadzwyczajnych zjawiskach hydrologiczno-meteorologicznych na ziemiach polskich w wiekach od X do XVI.

## Największe powodzie XX wieku
- 1911 r. – wylała chińska rzeka Jangcy, zginęło ok. 100 tys. osób.
- 1931 r. – powódź w Chinach na Huang He spowodowała śmierć 3,7 mln ludzi.
- 1939 r. – powódź u ujścia Huang He, do 500 tysięcy ofiar śmiertelnych.
- 1942 r. – powódź w ujściowych odcinkach Gangesu i Brahmaputry, śmierć 42 tys. ludzi.
- 1948 r. – w Kolumbii Brytyjskiej (Kanada) wielka powódź roztopowa pozbawiła dachu nad głową 2000 osób.
- 1953 r. – styczniowy sztorm u wybrzeża Morza Północnego zniszczył 500 km wałów morskich, 1600 km² powierzchni Belgii i Holandii znalazło się pod wodą, zginęło 1800 osób, zostało zniszczonych 43 tys. domów, zasolenie gleby uniemożliwiło uprawę zalanych gruntów rolnych przez kilka kolejnych lat.
- 1953 r. – spiętrzenie poziomu morza i wywołane nim cofki we Wschodniej Anglii spowodowały śmierć 300 osób.
- 1953 r. – jedna z najrozleglejszych współczesnych powodzi – w Amazonii zalane 4640 tys. km², brak większych strat ze względu na minimalną gęstość zaludnienia obszaru objętego powodzią.
- 1966 r. – obfite opady w północnej części Włoch (w 40 godzin 1/3 rocznej sumy opadowej) spowodowały nagłe wezbranie rzek. Oprócz wielkich strat materialnych życie straciły 144 osoby. Ucierpiały zabytki Florencji (zniszczone 1400 dzieł sztuki, zalany zbiór 1 mln książek Biblioteki Narodowej), 33 zabitych floreńczyków. Powódź tę ocenia się jako koronny przykład następstw deforestacji stoków.
- 1970 r. – majowa powódź w Transylwanii i Karpatach rumuńskich wskutek opadów deszczu i śniegu.
- 1970 r. – powódź w Bangladeszu, według różnych szacunków 300 tys. -1 mln zabitych.
- 1974 r. – wielka powódź w Australii – w ciągu 17 godzin zanotowano 480 mm opadu, w miejscowościach Darwin i Broome (Australia Zachodnia i Północna) poziom wody sięgnął wysokości słupów telegraficznych. Zginęło 200 osób, a ponad 20 tys. straciło dach nad głową.
- 1991 r. – lipcowa powódź w Chinach określana jako „powódź XX w.”, 1400 ofiar śmiertelnych.
- 1992 r. – w listopadzie na Filipinach 2-3 tys. ofiar wskutek tzw. flash flood (nagła powódź po intensywnych opadach).
- 1993 r. – lipcowa powódź Missisipi i Missouri związana z działaniem El-Nino, w 9 stanach USA rzeki zalały 44 tys. km², zniszczyły 50 tys. domów, powodując śmierć 50 osób i straty materialne szacowane na 125 mld $.
- 1993 r. – fala tsunami o wysokości 30 m zalała wyspę Okushiri-To na zach. od Hokkaido (Japonia) powodując śmierć 300 osób.
- 1994 r. – wielkie wystąpienie z brzegów Renu, nad którym zachowało się jedynie 10% naturalnych terenów zalewowych w wyniku antropopresji i utwardzania powierzchni, podtopiona Kolonia (Niemcy).
- 1998 r. – w wyniku powodzi w Chinach i Korei Południowej straciło życie ponad 3,5 tys. ludzi, ucierpiało ok. 240 mln osób, zniszczonych zostało 21,5 mln ha upraw, straty materialne wyniosły 30 mld $.
- 1998 r. – powodzie w Bangladeszu w okresie od czerwca do września pochłonęły życie 4,5 tys. osób.
- 1998 r. – wezbrania rzek w Polsce i Czechach, zginęły 52 osoby.
- 2000 r. – listopadowa powódź w Hat Yai, największym mieście w południowej Tajlandii, śmierć poniosło 50 osób, ponad 10 tys. osób straciło dach nad głową.
- 2000 r. – listopadowa powódź po gwałtownych deszczach w Indonezji ze skutkiem śmiertelnym dla 86 osób.

## Literatura
- N. Wójtowicz, Negatywne skutki regulacji Dolnej Wisły, Notatki Płockie, 1996, nr 2(167), s. 44–45.
- Stefan Bednarczyk, Teresa Jarzębińska, Stanisław Mackiewicz, Elżbieta Wołoszyn: Vademecum ochrony przeciwpowodziowej. Gdańsk: Krajowy Zarząd Gospodarki Wodnej, 2006. (pol.). Brak numerów stron w książce